# Francisco Javier Fernández González
Francisco Javier Fernández González (Candás, Asturias, 3 de diciembre de 1961) es un político y jurista español, consejero de Medio Ambiente, Ordenación del Territorio y Urbanismo del Gobierno de Cantabria desde junio de 2011 hasta junio de 2015. 
Licensiado en Derecho por la Universidad de Oviedo y Doctor en Derecho por la misma universidad, ambas con premio extraordinario , así como profesor titular de la Escuela Universitaria de Derecho Administrativo desde 1990 y profesor titular de esta universidad en Derecho Administrativo desde 1994. Asimismo, es profesor asociado en el área de conocimiento de Derecho Mercantil de la Universidad de Cantabria desde 2006 . 
También ha sido director general del Servicio Jurídico del Gobierno de Cantabria desde 1999 a 2003 , asesor de la Alcaldía del Ayuntamiento de Santander de 2003 a 2004 y Director Jurídico Municipal del Ayuntamiento de Santander de 2004 a 2011 , además de abogado de la Sociedad de Vivienda y Suelo de Santander de 2005 a 2011 . En 2011 fue nombrado Consejero de Medio Ambiente , Ordenación del Territorio y Urbanismo.
| Predecesor: Francisco Martín (Medio Ambiente) y José María Mazón (Obras Públicas, Ordenación del Territorio, Vivienda y Urbanismo) | Consejero de Medio Ambiente, Ordenación del Territorio y Urbanismo de Cantabria 2011-2015 | Sucesor: Eva Díaz Tezanos |